# Нове Людзіцько
Нове Людзіцько (пол. Nowe Ludzicko, нім. Neu Lutzig) — село в Польщі, у гміні Полчин-Здруй Свідвинського повіту Західнопоморського воєводства.
У 1975-1998 роках село належало до Кошалінського воєводства.